# Foleștii de Jos
Foleștii de Jos – wieś w Rumunii, w okręgu Vâlcea, w gminie Tomșani. W 2011 roku liczyła 757 mieszkańców.